# 天主教金沙薩總教區
天主教金沙薩總教區（拉丁語：Archidioecesis Kinshasana）是羅馬天主教一個總教區，下轄8個教區。
總教區管轄剛果民主共和國首都金沙薩以及班頓杜省位於剛果河和開賽河之間的地區，2006年時有3,601,000名教友，佔轄區總人口50.0%。教區下轄125個堂區，有1,038名司鐸。現任總主教為弗里多蘭·昂邦戈-貝桑居樞機，輔理主教為愛德華·基松加、若望-克利斯本·基姆貝尼-基-康達、雲先·特松巴-桑巴-科特索和嘉祿·恩達卡-薩拉比薩拉，榮休總主教為老楞佐·蒙森沃·帕辛亞樞機。
比屬剛果自治傳教團於1886年11月22日成立，1888年5月11日升為利奧波德維爾宗座代牧區，1959年11月10日升為總教區，1966年5月30日易名至今。